# Coniogramme japonica
Coniogramme japonica är en kantbräkenväxtart som först beskrevs av Thunb. och Murray, och fick sitt nu gällande namn av Friedrich Ludwig Diels. Coniogramme japonica ingår i släktet Coniogramme och familjen Pteridaceae. Inga underarter finns listade.